# Demonax katarinae
Demonax katarinae är en skalbaggsart som beskrevs av Holzschuh 1983. Demonax katarinae ingår i släktet Demonax och familjen långhorningar.
Artens utbredningsområde är Nepal. Inga underarter finns listade i Catalogue of Life.